# Hôtel de ville de Wiesbaden
Le nouvel hôtel de ville de Wiesbaden est un bâtiment construit en 1887 par Georg von Hauberisser, qui a également conçu le nouvel Hôtel de ville de Munich, dans le style le néo-Renaissance.
Ce bâtiment est situé sur la place du Château à côté du siège du parlement du Land de Hesse, et de l'église du marché.
Endommagé pendant la Seconde Guerre mondiale et reconstruit sous une forme simplifiée, sans son pignon principal dominant. Il peut être chauffé avec de l'eau thermale.